# 쿠로다 마사미
쿠로다 마사미(일본어: 久呂田正三, 1917년 10월 11일 - 1993년 11월 12일)는 일본의 원로 만화가다. 본명은 黒田正美. 독법은 같다. 대본소 만화 시절의 픽서로서 만화 일선에서 물러난 뒤에도 편집자이자 브로커로서 활동하여 많은 후진을 양성했다. 그 중 주요한 인물들이 극화 1세대인 극화공방 멤버들이며, 쿠로다 인맥은 극화의 탄생에 중요한 역할을 했다.
1917년(다이쇼 6년) 10월 11일, 구마모토현 출생. 젊어서부터 상경해 유화를 배웠다. 태평양 전쟁에 소집되어 종군하고, 종전 이후 규슈에서 탄광노동을 했지만 중노동을 견딜 수 없어 이직. 오사카로 옮겨가 미군을 대상으로 춘화를 그려주며 생계를 꾸렸다.
이후 자기가 그림을 그리고 자기가 공연하고 자기가 막과자를 만들어 파는 지지거 일을 시작했다. 당시 미군정에서 챤바라물 지지거를 규제하고 있었기에 자극에 굶주려 있던 아이들에게 큰 호평을 받았다. 지지거 업계의 큰손에게 스카우트되어 그림에 전념하고 모은 자금으로 헌책방을 개점, 자택근무 하면서 지지거 그림을 그리는 생활을 보냈다. 그러다 다시 출판 관계자에게 스카우트되어 토요다문고에서 에모노가타리 일을 시작했다. 괴담을 모티브로 한 에모노가타리 『여섯 손가락의 남자』를 그려서, 그 그로테스크한 내용이 대히트, 출판사 사장이 집을 살 수 있게 해줄 정도로 큰 인기를 얻었다.
1949년, 토요다문고에서 창간한 월간만화지 『모험지지거』 창간호부터 집필. 이후 이 잡지에 테즈카 오사무, 사카이 시치마 등도 참여한다. 그러나 편집장이 교체되면서 편집 방침이 변경되어 쿠로다는 투고를 중단한다. 이후 딱지그림이나 색칠놀이 밑그림, 간판 그리기 등의 일로 연명하다가, 대본만화 출판사 히노마루문고 사장 야마다 슈조의 초빙을 받아 히노마루문고의 고문으로 취임, 후진 만화가들을 지도했다. 1956년 1월, 히노마루문고에서 옴니버스 단행본 『도회의 무지개』가 발표. 이것을 바탕으로 타츠미 요시히로, 마츠모토 마사히코의 아이디어를 정리해 앤솔로지 『그림자』 창간에 힘쓴다.
1957년, 어른용 만화 출판에 실패한 히노마루문고가 경영위기에 빠져 일시 도산했을 때, 쿠로다도 어음배서를 한 임원이라 큰 빚을 지고 빚쟁이들에게 쫓기게 된다. 히노마루 소속 후배 만화가들이 길거리를 떠돌게 된 가운데, 쿠로다는 주요 멤버였던 타츠미 요시히로, 마츠모토 마사히코, 사이토 타카오를 포섭하는 데 성공. 나고야의 출판사 센트럴문고에서 새 앤솔로지 『거리』를 띄우는 작업에 착수한다.
회사 도산 건으로 야마다 사장과 사이가 틀어진 쿠로다는 영업을 재개한 히노마루문고가 타츠미 등 후배 만화가들을 재섭외하려 하자 센트럴문고 사장에게 제안해 세 사람을 도쿄로 상경시켰다. 세 사람이 정착한 도쿄도 고쿠분지시의 아파트는 이후 다수의 극화 만화가가 모여들어 극화운동의 중심지가 되었다. 그러나 이 과정에서 후배 만화가들은 히노마루문고와 센트럴문고 사이의 섭외 쟁탈전 때문에 극심한 스트레스를 받았다. 타츠미 요시히로가 『극화표류』에서 회고한 바에 따르면 쿠로다는 직접 도쿄까지 와서 히노마루의 원고 의뢰를 받지 않을 것을 종용하기도 했다.
쿠로다는 무뢰파 만화가로 알려져 있고 기행이 잦았다. 특히 술버릇과 관련된 에피소드가 많았다. 센트럴문고에서 도쿄 정착자금으로 내준 돈을 전부 술값으로 탕진한 적도 있고, 성격이 드센 후배 사이토 타카오와 사이가 좋지 않아 술자리에서 사이토의 안면을 걷어차 폭행하기도 했다. 한편 타츠미 요시히로나 사쿠라이 쇼이치는 술을 목적으로 쿠로다 자택에 자주 드나들었다.
만화가 사와다 류지의 장인이다.

## 참고 자료
- 桜井昌一 『ぼくは劇画の仕掛け人だった』エイプリル出版、1978年
- 佐藤まさあき 『「劇画の星」をめざして - 誰も書かなかった「劇画内幕史」』文藝春秋、1996年
- 辰巳ヨシヒロ 『劇画漂流』青林工藝舎、2008年
- 松本正彦 『劇画バカたち』 青林工藝舎、2009年
- 辰巳ヨシヒロ 『劇画暮らし』本の雑誌社、2010年